# Bentartia cinerea
Bentartia cinerea är en fiskart som beskrevs av Jesús Matallanas 2010. Bentartia cinerea ingår i släktet Bentartia och familjen tånglakefiskar. Inga underarter finns listade.